# Jesina Calcio
La Jesina è una squadra calcistica di Jesi in provincia di Ancona, Italia. I colori sociali sono il bianco ed il rosso, mentre lo stemma, come quello della città, reca un leone rampante. Milita nel campionato di Eccellenza Marche.

## Storia

### Origini e dopoguerra
L'Unione Sportiva Jesina nasce 15 marzo 1927 dalla fusione di due società già presenti in città quali Juventus Aesina e S.S. Mazzini Jesi, e nei primi anni partecipa a campionati regionali. La prima gara amichevole, giocata contro il Loreto, termina per 2-2. La prima partita ufficiale viene giocata contro il Fano in Terza Divisione, partita terminata in parità per 6-6. Nel dicembre del 1930 il club cambia nome e diviene Associazione Sportiva Jesi; il 1932 rappresenta una data storica per la giovane società biancorossa: l'attuale campo di terra dell'antistadio viene sostituito dal nuovo impianto comunale che sorge in via Cavallotti. La capienza è di 1000 persone grazie alle 2 tribune presenti. Nel 1933-1934 partecipa alla Prima Divisione (la terza divisione di allora) e quando viene istituito il campionato di Serie C gli jesini vengono ammessi a parteciparvi; qui affrontano avversari come Taranto, Pescara, Venezia, Vicenza, Udinese, Padova, Rimini, Treviso e Mantova. La squadra composta da giocatori locali si fa rispettare e disputa ottimi campionati. Nella stagione 1939-1940 la società entra in crisi e nei due anni successivi il calcio cittadino è inattivo anche a causa della seconda guerra mondiale.
Nel 1945-1946 riprende le attività agonistiche con il nome Società Sportiva Jesina e si piazza bene nel girone di 1ª Divisione Marche, potendo partecipare alla Serie C dell'anno successivo. Fino alla stagione 1959-1960 la squadra partecipa tra alti e bassi ai campionati di Serie C, IV Serie e Promozione Regionale; in quell'annata la federcalcio istituisce la Serie D e vi iscrive anche la Jesina. Dopo alcuni anni i marchigiani scendono nuovamente in Promozione. I leoncelli risalgono subito in IV serie e poi superano nella stagione 1964-1965 dopo un grande duello il Città di Castello tornando in C: qui rimangono per quattro anni per poi tornare in D e infine, nel 1975-1976, retrocedere in Promozione.

### Gli anni d'oro
Sotto la presidenza di Emilio Mencarelli arriva il momento migliore della società biancorossa. Nel 1978-1979 arriva la promozione dal campionato regionale al termine di una stagione memorabile: il torneo vide la grande lotta tra i leoncelli ed il Montemarciano da molti indicato come favorito per la vittoria finale. Ma la Jesina sbanca il campo dei rivali nella gara di andata di fronte ad un pubblico da record di circa 3.000 persone e poi nel girone di ritorno regola gli avversari in una partita giocata di fronte a 6.000 spettatori e sotto ad un diluvio incessante. Alla resa dei conti le due vittorie negli scontri diretti saranno decisive per ottenere la vittoria del torneo e la promozione. La stagione successiva in Serie D si chiude con un posizionamento di metà classifica mentre nel 1980-1981, la squadra viene inserita nel girone C della Serie D. In un girone che comprende anche la futura squadra di Serie A e partecipante alla Champions League del ChievoVerona è la Vigor Senigallia a vincere con 50 punti, davanti al Riccione ed ai biancorossi che terminano appaiati a 47 lunghezze. Si rende così necessario uno spareggio per la promozione in C2, che si disputa ad Arezzo davanti ad una massiccia presenza di 5000 tifosi leoncelli che compiono un vero e proprio esodo spingendo la squadra al successo finale per 1-0. La squadra tornò in Serie C, che nel frattempo si era divisa in due categorie. La Jesina partecipa nel 1981-1982 al campionato di Serie C2, arrivando settima con 34 punti. L'anno successivo la C1 sfugge per un punto: il campionato viene vinto dal Francavilla al Mare, seconda è la Civitanovese, terzi i biancorossi, che preparano in questo modo lo storico salto in Serie C1.

Lo Jesi 1984-1985

La stagione 1983-1984 è quella della magnifica promozione in Serie C1. La squadra arriva prima con 45 punti battendo la concorrenza del Monopoli, del Teramo, del Giulianova e della Maceratese. Bellissimo il teatro della promozione: la Jesina espugna Cattolica per 2-1 davanti a 6000 sostenitori. La stagione seguente vede la società sfidare avversari come Livorno, SPAL, Ancona, Brescia, Vicenza, Piacenza, Reggiana, Modena, Pistoiese, Rimini. Proprio con i romagnoli arriva il debutto nella nuova terza serie, uno 0-0 esterno. La stagione vive di alti e bassi e vede tra l'altro il successo al Dorico per 1-0 contro gli odiati anconetani. La squadra si comporta bene davanti ad un Comunale sempre gremito da 5000 persone (con la promozione in C1 si rese necessario ampliare il Comunale dotandolo di una curva di 1500 posti e ristrutturando le tribune) ed arriva a giocarsi la salvezza all'ultima giornata contro il già promosso Brescia. I leoncelli sono obbligati a vincere, ma il portiere delle rondinelle in giornata di grazia non permette alcuna marcatura nonostante il caloroso tifo e i commoventi tentativi della squadra. La Jesina chiude con 30 punti a pari con la S.P.A.L., ma gli scontri diretti contro la squadra di Ferrara la penalizzano (vittoria 1-0 a Jesi, sconfitta 3-0 a Ferrara), classificandola al quindicesimo posto che significa immediata retrocessione in Serie C2.
L'anno dopo la squadra è forte abbastanza per tornare in C1 ma non va oltre il quarto posto dietro Teramo, Martina Franca e Maceratese. In Coppa Italia di Serie C la squadra giunge fino alla finale poi persa contro la Virescit Boccaleone (1-1 a Jesi, 3-2 dopo i tempi supplementari all'Atleti Azzurri d'Italia). Con questa stagione si chiude il ciclo Latini.
Nel 1987-1988 la squadra retrocede in Serie D ma viene ripescata; dopo 2 stagioni vissute a metà classifica nel 1990-1991 la C2 viene riformata con la decisione di portare la categoria da 4 a 3 gironi. La Jesina paga ciò con il quartultimo posto che in quella stagione non basta per ottenere la salvezza. La discesa di categoria diviene ufficiale dopo la sconfitta nello spareggio salvezza disputato a Chieti contro l'Altamura (1-1, 6-5 dopo i calci di rigore). Anche l'Altamura sarebbe poi retrocesso dopo il girone playout finale, a conferma della difficoltà di poter salvarsi in quella stagione. Alla retrocessione segue una crisi finanziaria, con il club che si autoretrocede in Eccellenza.

### Tra Serie D ed Eccellenza
Dopo un paio di stagioni terminate nella parte alta della graduatoria, i leoncelli nell'annata 1993-1994 riescono a vincere il girone marchigiano d'Eccellenza, tornando così a calcare i campi interregionali della Serie D. Vi partecipa fino ai primi anni del 2000 con campionati anonimi, esclusi quello del 1996-1997: con in panchina il tecnico autoctono Ferretti la squadra trascinata in campo dal bomber Juvalò e dai senatori Coltorti e Tridici sale al comando del campionato e sogna il ritorno nel professionismo. Le prime battute del torneo sono dominate dalla Sambenedettese che arriva ad avere un vantaggio anche di 13 lunghezze sui biancorossi autori di una partenza non entusiasmante, il cui simbolo è un pesante 5-0 subito dall'Astrea. Col passare delle giornate però la Jesina emerge dal gruppo degli inseguitori insieme ai laziali e complice il vistoso calo della squadra rivierasca si sviluppa un duello a tre per la vittoria del campionato. La vittoria sulla squadra della polizia penitenziaria per 1-0 porta i leoncelli per la prima volta in stagione al comando della classifica, vetta che viene mantenuta fino alla cruciale quintultima giornata di campionato quando dopo essersi trovata in vantaggio per 2-0 dopo pochi minuti la squadra viene rimontata dalla Samb, che gela il Comunale in pieno recupero, mentre contemporaneamente l'Astrea allenata dal dorico Andrea Agostinelli vince una partita incredibile per 4-3 contro la Pontevecchio e sale al primo posto. È un colpo psicologicamente letale per i ragazzi di Ferretti che la settimana successiva proprio contro gli umbri crollano e vedono terminare la striscia utile di risultati, iniziata in seguito alla pesante sconfitta contro la nuova capolista, che durava da 20 partite. Il sogno svanisce definitivamente alla penultima giornata con una inopinata sconfitta sul campo del Guidonia, lasciando l'ambiente con l'amaro in bocca. Altra stagione degna di nota è quella del 2000-2001 chiusa in settima posizione dopo un ottimo girone d'andata che vide i leoncelli battagliare per il primo posto ancora una volta contro i rivali della Sambenedettese, società appena acquistata dalla famiglia Gaucci che si avvierà al termine della stagione a vincere il girone. Inoltre nel corso dell'anno, a dicembre, lo stadio Comunale viene intitolato alla memoria dell'ex sindaco e presidente della Jesina Pacifico Carotti. Nel 2001-2002 la Jesina vive una stagione travagliata e si salva sul campo all'ultima giornata sconfiggendo il Tolentino al Carotti. I festeggiamenti vengono però interrotti pochi giorni dopo la conquista della salvezza da un illecito commesso dal Forlì ai danni della formazione cremisi che così ottiene una vittoria a tavolino con la quale ottiene i punti necessari a scavalcare la Jesina che così si ritrova retrocessa in Eccellenza, mentre paradossalmente il Forlì esecutore della retrocessione, verrà ripescato addirittura in C2. Il ritorno in Eccellenza si chiude con un mesto piazzamento di metà classifica e nella seconda stagione la squadra perde in semifinale dei playoff crollando ad Urbisaglia. Nell'estate del 2004 rischia il fallimento ma la famiglia Bocchini salva la squadra dalla radiazione e riesce a far continuare il calcio nella città. La stagione 2004-2005 viene dominata dalla Maceratese, la Jesina può dunque solo sperare nei playoff dove però perde in finale regionale con la Vigor Senigallia per 3-2. Nel 2005-2006 la vittoria del campionato sfuma per pochi punti a favore del Centobuchi, mentre nei playoff arriva un boccone amaro in semifinale con la sconfitta contro la Cingolana che viola il Carotti costringendo la Jesina ad una nuova stagione di calcio regionale.

### L'era Polita
Dopo un anno transitorio, la stagione 2007-2008 si apre con un cambio radicale al vertice della società dove diviene presidente l'ex sindaco Marco Polita, assistito da alcuni dirigenti che avevano contribuito alla ripartenza della squadra negli anni '90. Polita avvia l'azionariato popolare e apre ad un progetto di valorizzazione dei giovani di Jesi e della Vallesina. Dopo un avvio difficile i biancorossi, trascinati dalla coppia gol Crispino-Borrelli, infilano una serie di vittorie consecutive che portano al secondo posto finale. Ai play-off arriva una sconfitta contro la Cingolana che vince la finale regionale per 1-0, ma la stagione viene comunque ricordata positivamente nonostante la sconfitta finale. Il 2008-2009 è in chiaroscuro: la squadra va male in campionato dove chiude a metà classifica salvandosi a pochi turni dalla fine ma vede però la formazione biancorossa vincere la Coppa Regionale d'Eccellenza superando in finale il Piano San Lazzaro a Fermo per 1-0. La Jesina può così tornare dopo 7 anni a giocare una gara ufficiale contro una squadra di una diversa regione, venendo però subito eliminata nella fase nazionale della Coppa Italia Dilettanti dal Cesenatico. Nella stagione 2009-2010 la Jesina, guidata in panchina da Gianluca Fenucci, già calciatore ed allenatore leoncello degli anni Novanta, raggiunge per la quinta volta i playoff al termine di un campionato avvincente. Affronta l'Urbania in semifinale, sconfiggendola; memorabile la gara d'andata con i biancorossi subito sotto dopo pochi minuti ed in grado di recuperare sotto la pioggia battente per vincere 4-2; al ritorno invece i tifosi biancorossi sono costretti a rimanere fuori dall'impianto durantino per imposizioni di sicurezza pubblica che tuttavia non guasteranno la festa per il passaggio del turno. In finale riesce a superare il favorito Piano San Lazzaro per 3-2 in una gara vietata ai deboli di cuore: avanti di 3 reti alla mezzora della ripresa, i leoncelli subiscono 2 reti nel finale e sventano anche un rigore della formazione dorica. Al primo turno nazionale l'avversario è la formazione umbra della Voluntas Spoleto, battuta dopo un 3-0 interno e un 1-1 in Umbria. La finale promozione vede la Jesina opposta al Kras Repen, e dopo due gare (0-3 in Friuli Venezia Giulia e 3-2 nelle Marche) è la squadra di Monrupino a salire di categoria.
Nel corso dell'estate la Jesina viene ripescata nella massima serie dilettantistica. La squadra viene inserita nel girone F insieme a squadre come Rimini, Teramo e Sambenedettese ed inizia il suo cammino con una serie di vittorie che la portano in vetta alla classifica. Attorno alla metà della stagione i leoncelli perdono la vetta, stazionando però stabilmente tra le prime 5 del girone. La maggior parte dei punti che la squadra totalizza vengono conquistati in casa, dove cadono Teramo e Rimini, che al momento delle gare si trovavano rispettivamente secondo e terzo, e dove finiscono a reti bianche le gare con i futuri vincitori del Santarcangelo e con il Forlì che chiuderà quarto. Il quinto posto finale consente la partecipazione ai play-off valevoli per un eventuale ripescaggio in Lega Pro, in cui i biancorossi affrontano il Teramo in trasferta, ma gli abruzzesi pongono fine alla stagione dei leoncelli vincendo per 1-0.
Nel 2011-2012 torna il derby con l'Ancona 27 anni dopo l'ultimo incontro. La stagione inizia con la sconfitta in Coppa Italia di Serie D proprio da parte dei cugini dorici, e alla fine del girone d'andata di campionato la Jesina si trova in zona retrocessione. Viene quindi esonerato l'allenatore Fenucci, con il quale la Jesina aveva conquistato la promozione in Serie D, a favore del tecnico Amaolo. Nel frattempo vengono apportati anche dei cambiamenti nella rosa, tra cui il ritorno di giocatori come Negro ed Invernizzi. La squadra riesce progressivamente a risollevarsi ottenendo la salvezza in anticipo, e un pareggio nella gara di ritorno nel derby interno con l'Ancona.
Nella stagione successiva la Jesina svolge un campionato in cui non si trova mai né in zona retrocessione, né in quella promozione, e riesce ad ottenere 4 punti con i cugini dorici pareggiando il derby in trasferta e vincendo per 2-1 in casa, tornando quindi a vincere con l'Ancona dopo l'ultima ottenuta nel 1984.
Dalla stagione 2013-14 la società inizia a ridurre il budget a disposizione per formare la rosa, così nel corso degli anni sempre più spesso la squadra è formata da molti giovani e qualche elemento d'esperienza. Vengono ottenute delle tranquille salvezze anche quando, in seguito all'abolizione della Serie C2, la Serie D diventa il quarto livello del calcio italiano. Questo fino al 2017-18 quando i leoncelli terminano un campionato travagliato, sia per un periodo di confusione societaria, che di organico non all'altezza, in zona play-out. La sconfitta per 2-1 contro il San Nicolò condanna i biancorossi al ritorno in Eccellenza dopo 8 stagioni. Dopo la partita il gruppo dirigenziale annuncia la cessione delle proprie quote societarie chiudendo così un'epoca durata un decennio.

### Dal 2018
La stagione 2018-19 si apre con il ripescaggio in Serie D, ufficializzato il 2 agosto. Tuttavia la squadra inizia molto male il campionato e si ritrova in piena zona retrocessione a dicembre. Grazie a una buona campagna di rafforzamento, il club riesce a risollevarsi in classifica e ottiene la salvezza con diverse gare di anticipo sulla conclusione della stagione, riuscendo in parte a riportare entusiasmo tra i tifosi. L'annata seguente è però traumatica: la società leoncella infatti affronta già in estate una crisi tecnica e dirigenziale che porta come inevitabile risultato quello della costruzione di una rosa non all'altezza della categoria. Le speranze di ottenere la salvezza, già ridotte al lumicino, vengono definitivamente affossate dalla decisione della LND di far retrocedere comunque le ultime classificate nonostante l'interruzione dei campionati per la pandemia di COVID-19.
Un ulteriore tracollo leoncello avviene nel campionato 2023-2024. La squadra assemblata dal presidente Chiariotti e dal direttore sportivo Amici è pronosticata tra le più deboli del torneo, ma sorprende tutti nella prima metà di stagione ottenendo 23 punti e chiudendo dunque il girone d'andata a soli 3 punti dalla prima posizione; nel girone di ritorno avviene invece un crollo verticale con la formazione allenata da Simone Strappini che totalizza appena 5 punti finendo in zona play-out. Nello spareggio salvezza la Jesina perde 0-2 in casa ai tempi supplementari contro il Monturano Campiglione e sprofonda per la prima volta nella sua storia nel secondo torneo regionale. La redenzione arriva immediatamente nella stagione successiva dove la Jesina vince il girone A del campionato di Promozione in virtù del successo nello scontro diretto decisivo giocato sul campo della Fermignanese.

## Allenatori e presidenti
Di seguito la cronologia degli allenatori e dei presidenti a partire dall'anno di fondazione.
- 1927-1928  Windisch
- 1928-1929  Dionisio Corsi
- 1929-1931 Società inattiva
- 1931-1932 Commissione tecnica
- 1932-1933  Carlo Carotti
- 1933-1934 Commissione tecnica
- 1934-1935  Raffaele Russo
- 1935-1937  Ferenc Ecker
- 1937-1939  Bruno Monti
- 1939-1940  Aldo Longhi
- 1940-1942 Società inattiva
- 1942-1943  Aldo Longhi
- 1943-1945 Società inattiva
- 1945-1947  Aldo Longhi
- 1947-1948  Fernando Zanussi
- 1948-1951  Aldo Longhi
- 1951-1952  Aldo Longhi
 Leo Zavatti
- 1952-1957  Leo Zavatti
- 1957-1958  Gustavo Fiorini
- 1958-1959  Dario Compiani
- 1959-1960  Aldo Longhi
- 1960-1962  Ettore Brossi
- 1962-1963  Mario Mosconi
 Aldo Longhi
- 1963-1964  Aldo Longhi
 Giulio Sebastiani
- 1964-1965  Giovanni Varglien
- 1965-1966  Giovanni Varglien
 Giulio Sebastiani
 Gaudenzio Bernasconi
- 1966-1967  Gaudenzio Bernasconi
- 1967-1968  Gaudenzio Bernasconi
 Romano Margherini
- 1968-1969  Leo Zavatti
- 1969-1970  Vasco Tagliavini
- 1970-1971  Vasco Tagliavini
 Umberto Mondaini
 Giovanni Zanollo
 Marino Recchi
- 1971-1972  Romano Margherini
- 1972-1973  Aroldo Collesi
 Franco Panzieri
 Aroldo Collesi
- 1973-1975  Aroldo Collesi
- 1975-1976  Aroldo Collesi
 Franco Morici
- 1976-1977  Giuliano Piovanelli
- 1977-1978  Pietro Fiorindi
- 1978-1979  Bruno Cantone
- 1979-1980  Bruno Cantone
 Aroldo Collesi
- 1980-1982  Alberto Baldoni
- 1982-1985  Beniamino Di Giacomo
- 1985-1986  Renato Zara
 Bruno Piccioni
- 1986-1987  Franco Vannini
- 1987-1988  Alberto Baldoni
 Vittorio Spimi
- 1988-1989  Antonio Luzii
 Gianni Corelli
- 1989-1990  Gianni Corelli
 Bruno Piccioni
- 1990-1991  Bruno Piccioni
- 1991-1992  Sauro Bacci
 Gianfranco Amici
- 1992-1993  Maurizio Marchini
 Fabrizio Deogratias
- 1993-1994  Marco Venturini
- 1994-1995  Marco Venturini
 Marco Barchiesi
- 1995-1996  Marco Barchiesi
 Marco Venturini
- 1996-1997  Gianfranco Ferretti
- 1997-1998  Augusto Bonacci
 Ugo Coltorti
- 1998-1999  Riccardo Pesaresi
 Roberto Tridici
- 1999-2000  Gianluca Fenucci
- 2000-2001  Sauro Trillini
- 2001-2002  Roberto Lorenzini
 Gianfranco Ferretti
- 2002-2003  Roberto Cottone
 Simone Brinoni
 Enrico Piccioni
- 2003-2004  Enrico Piccioni
 Gilberto D'Ignazio
 Enrico Piccioni
- 2004-2005  Marco Romiti
 Emidio Oddi
- 2005-2006  Dino Giuliani
 Antonio Ceccarini
- 2006-2007  Sergio Calcabrini
 Antonio Ceccarini
- 2007-2009  Giovanni Trillini
- 2009-2011  Gianluca Fenucci
- 2011-2012  Gianluca Fenucci
 Daniele Amaolo
- 2012-2013  Daniele Amaolo
- 2013-2015  Francesco Bacci
- 2015-2016  Yuri Bugari
- 2016-2017  Roberto Vagnoni
 Yuri Bugari
- 2017-2018  Franco Gianangeli
 Francesco Bacci
 Daniele Di Donato
- 2018-2019  Davide Ciampelli
- 2019-2020  Omar Manuelli
 Andrea Cuicchi
 Sauro Trillini
- 2020-2022  Marco Strappini
- 2022-2023  Marco Strappini
 Michele Di Ruscio
 Simone Strappini
- 2023-2024  Simone Strappini
- 2024-2025  Igor Giorgini
 Mirco Omiccioli
- 2025-2026  Giammarco Malavenda

- 1927-1929  Riccardo Ponzelli
- 1929-1931 Società inattiva
- 1931-1932  Siro Giombini
- 1932-1934  Marco Battistini
- 1934-1937  Ferruccio Battistini
- 1937-1938 Commissione straordinaria
- 1938-1940  Marco Battistini
- 1940-1941 Società inattiva
- 1942-1943  Calcatelli
- 1943-1945 Società inattiva
- 1945-1947  Kruger Berti
- 1947-1948  Mocchegiani
- 1948-1949  Pacifico Carotti
- 1949-1952  Kruger Berti
- 1952-1957  Pacifico Carotti
- 1957-1959  Baldassarre Barrovecchio
- 1959-1962  Cleto Merli
- 1963-1965  Giuseppe Serrani
- 1965-1967  Pacifico Carotti
- 1967-1969  Baldassarre Barrovecchio
- 1969-1970  Vinicio Vici
- 1970-1973  Giuseppe Serrani
- 1973-1974  Baldassarre Barrovecchio
- 1974-1975 Commissione presidenziale
- 1975-1976  Nello Giacani (Comm. straord.)
- 1976-1979  Emilio Mencarelli
- 1979-1981  Armando Latini
- 1981-1986  Leopoldo Latini
- 1986-1988  Romano Bartera
- 1988-1991  Gianni Cerioni
- 1991-1995  Sebastiano Carzedda
- 1995-2000  Mario Rosati
- 2000-2001  Mario Chiucchiù
- 2001-2004  Giuseppe Castellucci
- 2004-2007  Massimiliano Ricci
- 2007-2018  Marco Polita
- 2018-2019  Gianfilippo Mosconi
- 2019-  Giancarlo Chiariotti

## Palmarès

### Competizioni interregionali
- Serie C2: 1

1983-1984 (girone C)
- Serie D: 1

1964-1965 (girone C)
- Promozione: 1

1948-1949 (girone L)

### Competizioni regionali
- Seconda Divisione: 1

1932-1933
- Prima Divisione: 1

1945-1946 (girone B)
- Promozione: 2

1953-1954, 1978-1979
- Eccellenza: 1

1993-1994
- Coppa Italia Dilettanti Marche: 1

2008-2009

### Altri piazzamenti
- Serie C2:

Terzo posto: 1982-1983 (girone C)
- Serie D:

Secondo posto: 1980-1981 (girone C)
Terzo posto: 1959-1960 (girone C), 1963-1964 (girone D)
- Campionato Nazionale Dilettanti:

Secondo posto: 1996-1997 (girone F)
- Eccellenza:

Vincitrice play-off regionali: 2009-2010
Secondo posto: 2005-2006, 2007-2008
Terzo posto: 1992-1993, 2003-2004, 2004-2005
- Coppa Italia Serie C:

Finalista: 1985-1986

## Statistiche e record

### Partecipazione ai campionati
Campionati Nazionali
| Livello | Categoria                           | Partecipazioni | Debutto   | Ultima stagione | Totale |
| ------- | ----------------------------------- | -------------- | --------- | --------------- | ------ |
| 3º      | Prima Divisione                     | 2              | 1933-1934 | 1934-1935       | 17     |
| 3º      | Serie C                             | 14             | 1935-1936 | 1968-1969       | 17     |
| 3º      | Serie C1                            | 1              | 1984-1985 | 1984-1985       | 17     |
| 4º      | Promozione                          | 1              | 1948-1949 | 1948-1949       | 34     |
| 4º      | IV Serie                            | 4              | 1952-1953 | 1956-1957       | 34     |
| 4º      | Campionato Interregionale           | 1              | 1958-1959 | 1958-1959       | 34     |
| 4º      | Serie D                             | 19             | 1959-1960 | 2019-2020       | 34     |
| 4º      | Serie C2                            | 9              | 1981-1982 | 1990-1991       | 34     |
| 5º      | Campionato Interregionale - 2ª Cat. | 1              | 1957-1958 | 1957-1958       | 15     |
| 5º      | Campionato Nazionale Dilettanti     | 5              | 1994-1995 | 1998-1999       | 15     |
| 5º      | Serie D                             | 9              | 1979-1980 | 2013-2014       | 15     |

Campionati Regionali
| Livello | Categoria         | Partecipazioni | Debutto   | Ultima stagione | Totale |
| ------- | ----------------- | -------------- | --------- | --------------- | ------ |
| I       | Terza Divisione   | 2              | 1927-1928 | 1928-1929       | 25     |
| I       | Seconda Divisione | 2              | 1931-1932 | 1932-1933       | 25     |
| I       | Prima Divisione   | 1              | 1945-1946 | 1945-1946       | 25     |
| I       | Promozione        | 4              | 1953-1954 | 1978-1979       | 25     |
| I       | Eccellenza        | 16             | 1991-1992 | 2025-2026       | 25     |
| II      | Promozione        | 1              | 2024-2025 | 2024-2025       | 1      |

Dal 1927-1928 al 2025-2026 ha disputato 92 campionati, 66 a livello nazionale e 26 a livello regionale, ed è stata inattiva per 7 stagioni.

## Tifoseria

### Storia
Il movimento ultras comincia a delinearsi a metà degli anni 80 dopo la storica promozione in serie C1; si registra la nascita di diversi gruppi tra i quali ricordiamo gli “Irriducibili Jesi” e gli “Ultras Jesi”.

### Gemellaggi e rivalità
Il gemellaggio più forte della tifoseria biancorossa è con i tifosi del Fano; nato nel 1986 quello che lega gli Ultras Jesi e Panthers Fano è un rapporto di grande rispetto ed amicizia.
Per quanto riguarda le rivalità, le più sentite sono sicuramente con l’Ancona, la Vigor Senigallia e la Civitanovese
Altre rivalità forti sono contro Sambenedettese e Maceratese mentre tra le rivalità “minori” citiamo Rimini, Vis Pesaro, Gubbio e le abruzzesi Teramo e Giulianova.